# 尹重富
尹 重富（朝鮮語: 윤중부）は、李氏朝鮮の文官であり、朝鮮氏族の海州尹氏の始祖である。中国明で府尹を務めた尹信の子である。
尹重富は明の宦官であった尹鳳の弟であり、尹鳳の付き人として李氏朝鮮へ派遣され、世宗から同知摠制、中樞院副使、同知中樞院事、全羅道兵馬節制使、知中樞院事の官職を下賜された。